# Elthusa vulgaris
Elthusa vulgaris är en kräftdjursart som först beskrevs av William Stimpson 1857.  Elthusa vulgaris ingår i släktet Elthusa och familjen Cymothoidae. Inga underarter finns listade i Catalogue of Life.